# Mattias Sjögren
Mattias Sjögren (* 27. listopadu 1987 v Landskrona) je bývalý švédský hokejový útočník.

## Hráčská kariéra
S hokejem začínal v klubu IF Lejonet, od roku 2003 hrál v mládežnických kategoriích do 18. a 20. let v klubu Rögle BK. S klubem prošel postupně v ročnících 2003–07 mládežnických kategoriích do 18. a 20, a v sezóně 2004/05 debutoval v seniorské lize HockeyAllsvenskan, ve věku sedmnácti let. Od sezóny 2005/06 již hrával pravidelně za hlavní tým Rögle BK, s nímž slavil na konci sezony 2007/08 postup do nejvyšší ligy Elitserien.
S Rögle BK odehrál v Elitserien dvě sezóny a před ročníkem 2009/10 byl v klubu jmenován jmenování asistent hlavního kapitána. 20. dubna 2010 podepsal dvouletou smlouvu s klubem Färjestads BK, se kterým na konci sezony 2010/11 vyhrál ligovou trofej Le Matův pohár. Na počátku června 2011 podepsal dvouletou smlouvu s týmem Washington Capitals jako volný hráč. Do základní sestavy se nevešel a vedení Capitals ho poslali na jejich farmu v Hershey Bears. Za Hershey Bears odehrál 19 zápasů v nichž nasbíral 5 bodů. 30. listopadu 2011 se vrátil zpět do klubu Färjestads BK.

## Ocenění a úspěchy
- 2008 Postup s týmem Rögle BK do SEL
- 2015 SEL – Útočník roku

## Prvenství
- Debut v KHL – 25. srpna 2015 (Dinamo Riga proti Ak Bars Kazaň)
- První asistence v KHL – 31. srpna 2015 (HK Lada Togliatti proti Ak Bars Kazaň)
- První gól v KHL – 13. září 2015 (Ak Bars Kazaň proti Salavat Julajev Ufa, švédskému brankáři Niklas Svedberg)

## Klubová statistika
| Sezóna           | Klub             | Soutěž           |     | Základní část | Základní část | Základní část | Základní část | Základní část |    | Play off | Play off | Play off | Play off | Play off |
| Sezóna           | Klub             | Soutěž           | Z   | G             | A             | B             | TM            | Z             | G  | A        | B        | TM       |          |          |
| 2004–05          | Rögle BK         | HAll             | 1   | 0             | 0             | 0             | 0             | —             | —  | —        | —        | —        |          |          |
| 2005–06          | Rögle BK         | HAll             | 40  | 1             | 3             | 4             | 8             | 10            | 0  | 2        | 2        | 2        |          |          |
| 2006–07          | Rögle BK         | HAll             | 45  | 0             | 2             | 2             | 30            | 10            | 0  | 1        | 1        | 8        |          |          |
| 2007–08          | Rögle BK         | HAll             | 45  | 4             | 10            | 14            | 38            | 10            | 4  | 2        | 6        | 8        |          |          |
| 2008–09          | Rögle BK         | SEL              | 43  | 6             | 7             | 13            | 16            | —             | —  | —        | —        | —        |          |          |
| 2009–10          | Rögle BK         | SEL              | 54  | 11            | 11            | 22            | 20            | —             | —  | —        | —        | —        |          |          |
| 2010–11          | Färjestad BK     | SEL              | 51  | 7             | 17            | 24            | 44            | 13            | 1  | 8        | 9        | 4        |          |          |
| 2011–12          | Hershey Bears    | AHL              | 19  | 2             | 3             | 5             | 4             | —             | —  | —        | —        | —        |          |          |
| 2011–12          | Färjestad BK     | SEL              | 28  | 3             | 6             | 9             | 22            | 11            | 2  | 2        | 4        | 2        |          |          |
| 2012–13          | Hershey Bears    | AHL              | 32  | 3             | 5             | 8             | 12            | —             | —  | —        | —        | —        |          |          |
| 2013–14          | Linköpings HC    | SHL              | 54  | 6             | 29            | 35            | 44            | 12            | 3  | 8        | 11       | 8        |          |          |
| 2014–15          | Linköpings HC    | SHL              | 43  | 9             | 17            | 26            | 30            | 11            | 1  | 6        | 7        | 12       |          |          |
| 2015–16          | Ak Bars Kazaň    | KHL              | 54  | 6             | 12            | 18            | 32            | 7             | 0  | 1        | 1        | 4        |          |          |
| 2016–17          | ZSC Lions        | NLA              | 42  | 5             | 16            | 21            | 26            | 2             | 0  | 0        | 0        | 0        |          |          |
| 2017–18          | ZSC Lions        | NLA              | 19  | 3             | 5             | 8             | 16            | —             | —  | —        | —        | —        |          |          |
| 2018–19          | Rögle BK         | SHL              | 33  | 4             | 11            | 15            | 10            | —             | —  | —        | —        | —        |          |          |
| 2019–20          | Rögle BK         | SHL              | 38  | 3             | 12            | 15            | 18            | —             | —  | —        | —        | —        |          |          |
| 2020–21          | Rögle BK         | SHL              | 51  | 1             | 14            | 15            | 22            | 14            | 1  | 6        | 7        | 4        |          |          |
| 2021–22          | Rögle BK         | SHL              | 44  | 1             | 4             | 5             | 18            | 13            | 0  | 3        | 3        | 4        |          |          |
| Celkem v HAll    | Celkem v HAll    | Celkem v HAll    | 131 | 5             | 15            | 20            | 76            | 30            | 4  | 5        | 9        | 18       |          |          |
| Celkem v SEL/SHL | Celkem v SEL/SHL | Celkem v SEL/SHL | 439 | 51            | 128           | 179           | 244           | 94            | 16 | 40       | 56       | 48       |          |          |

## Reprezentace
| Rok                       | Tým                       | Soutěž                    | Z  | G | A  | B  | TM |
| ------------------------- | ------------------------- | ------------------------- | -- | - | -- | -- | -- |
| 2011                      | Švédsko                   | MS                        | 9  | 1 | 3  | 4  | 2  |
| 2014                      | Švédsko                   | MS                        | 10 | 0 | 0  | 0  | 6  |
| 2015                      | Švédsko                   | MS                        | 7  | 1 | 4  | 5  | 2  |
| 2016                      | Švédsko                   | MS                        | 8  | 0 | 3  | 3  | 2  |
| Seniorská kariéra celkově | Seniorská kariéra celkově | Seniorská kariéra celkově | 34 | 2 | 10 | 12 | 12 |